# Lijst van plaatsen in de gemeente Heist-op-den-Berg
Heist-op-den-Berg is een grote gemeente met een oppervlakte van ruim 86km², hieronder een lijst van alle woonkernen en gehuchten in de gemeente:

## Booischot
- Booischot (hoofdplaats)
- Kwadenplas
- Pijpelheide

## Hallaar
- Aard
- Hallaar (hoofdplaats)
- Spek

## Heist-op-den-Berg
- Achterheide
- Berg
- Bos
- Bruggeneinde
- Heidelo (in de volksmond "de Lo")
- Heist-Goor
- Heist-op-den-Berg (hoofdplaats)
- Heist-Station
- Laar
- Langveld
- Schellevelden
- Slagvelden
- Speelbergen
- Werft
- Zonderschot

## Itegem
- Bernum (gedeeltelijk in Wiekevorst)
- Hannekenshoek
- Itegem (hoofdplaats)
- Itegemse Heide
- Saffraanberg

## Schriek
- Grootlo
- Loozenhoek
- Pandoerenhoek
- Schriek (hoofdplaats)

## Wiekevorst
- Bernum (gedeeltelijk in Itegem)
- Goorheide
- Hoogbraak
- Wiekevorst (hoofdplaats)
- Wimpel